# Lutegarda da Alamânia
Lutegarda ou Lutegarda da Alamânia (c. 776 – Tours, 4 de junho de 800) foi uma princesa germânica da época carolíngia, última esposa de Carlos Magno. 

## Biografia
Era filha de Lutefrido II de Sundgau e de Hiltruda de Wormsgau.
Em 794 casou com Carlos Magno após a morte de Fastrada, a sua anterior esposa. No entanto, é ainda pouco conhecida, só se sabe que o rei encontrou uma mulher tranquila e virtuosa.
Alcuíno louva o amor de Lutegarda pelas letras; dela, ele diz «A rainha gosta de conversar com os homens sábios e doutos; após os seus exercícios de devoção, é o seu passatempo mais caro. Ela é plena de complacência pelo rei, piedosa, irrepreensível e digna de todo o amor de seu marido.»
Na corte, era muito considerada pelos filhos do imperador. Lutegarda não deu filhos a seu marido. 
Lutegarda faleceu a 4 de junho de 800 no mosteiro de São Martinho de Tours, cujo abade é Alcuíno, durante um passeio de Carlos Magno na Nêustria, antes da sua viagem a Roma. Ela foi enterrada. Seu túmulo está localizado sob a torre de Carlos Magno.
No mesmo dia da morte de Luitgarda Carlos Magno assinou um diploma tornando o mosteiro de la Celle-Saint-Paul de Cormery, fundado por Ithier, ex-abade de S. Martinho de Tours, um estabelecimento sufragâneo da abadia de Tours, e perguntou por Alcuin a Bento de Aniane, vinte e dois de seus monges para estabelecer a Regra de São Bento.